# Kim Kyung-wook
Kim Kyung-wook (18 de abril de 1970) é uma arqueira sul-coreana, bicampeã olímpica.

## Carreira
Kim Kyung-wook representou seu país nos Jogos Olímpicos em 1996, ganhando a medalha de ouro por equipes e no individual em Atlanta. 
Kim participou das seletivas olímpica em 1988 e 1992, mas falhou devido ao enorme talento nacional das arqueiras concorrentes, ela conseguiu ingressar apenas nos Jogos de 1996. Em 2004 e 2008 foi comentarista de Tiro com Arco, na TV sul-coreana.